# Sainte-Gemmes-sur-Loire
Sainte-Gemmes-sur-Loire település Franciaországban, Maine-et-Loire megyében. Lakosainak száma 3617 fő (2022. január 1.). Sainte-Gemmes-sur-Loire Angers, Bouchemaine, Denée, Mûrs-Erigné, Les Ponts-de-Cé és Saint-Jean-de-la-Croix községekkel határos.

## Népesség
A település népessége az elmúlt években az alábbi módon változott:
| Lakosok száma | 4789 | 4345 | 3803 | 3905 | 3521 | 3465 | 3406 | 3456 | 3515 | 3617 |
|               | 1968 | 1982 | 1990 | 2006 | 2013 | 2015 | 2017 | 2019 | 2020 | 2022 |